# Reial i Distingit Orde Espanyol de Carles III

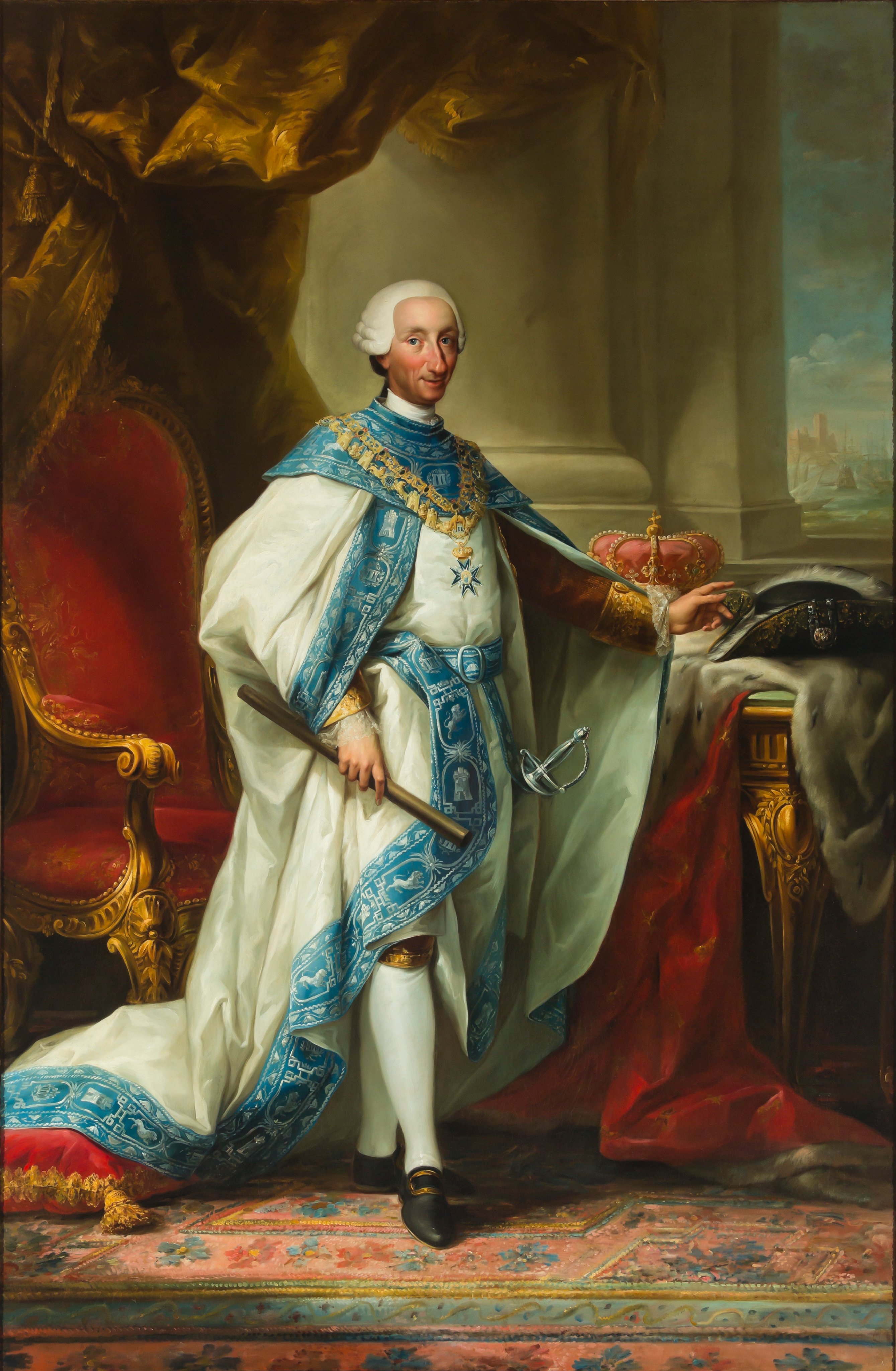
El rei Carles III, creador de l'Orde, amb l'hàbit de gran mestre del mateix.

El Reial i Distingit Orde Espanyol de Carles III és la més alta distinció honorífica entre els ordes civils espanyols. Té per objecte recompensar als ciutadans que amb els seus esforços, iniciatives i treballs hagin prestat serveis eminents i extraordinaris a Espanya.
Va ser creat pel rei d'Espanya Carles III, mitjançant la Reial Cèdula de 19 de setembre de 1771, amb la finalitat de condecorar a aquelles persones que haguessin destacat especialment per les seves bones accions en benefici d'Espanya i la Corona. Des de la seva creació és la més distingida condecoració civil que pot ser atorgada a Espanya. Tot i que inicialment es trobava emmarcada dins la categoria dels ordes militars, definitivament es va convertir només en orde civil l'any 1847. Actualment es regeix pel Reglament que regula l'orde i les condecoracions, aprovat pel Reial Decret 1051/2002, d'11 d'octubre.

## Història

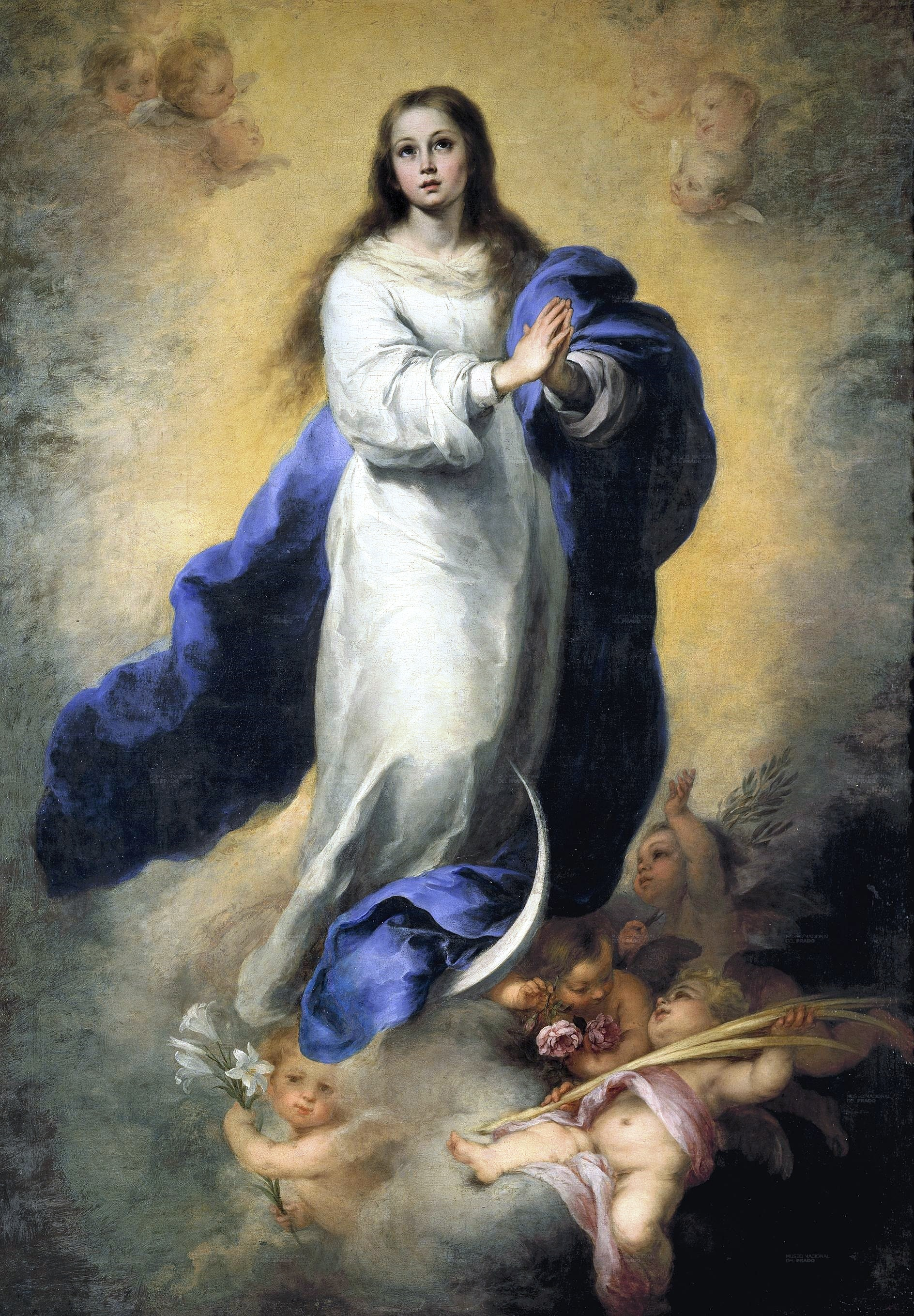
Representació de la Immaculada Concepció pel pintor Bartolomé Esteban Murillo.

L'origen de l'Orde és degut al fet que el príncep d'Astúries, el futur rei Carles IV, portava cinc anys de matrimoni sense haver tingut descendència. Al néixer el primer infant va voler el seu avi, Carles III, deixar constància de la seva gratitud a Déu a qui havia resat en espera de la continuïtat de la dinastia monàrquica i en especial a la Mare de Déu sota l'advocació de la Immaculada Concepció, de qui el rei era molt devot.
Carles III es va nomenar a ell mateix com a gran mestre de l'Orde i segons les disposicions de creació els seus membres havien de complir dos requisits: ser benemèrits i afectes al rei. Es van crear dos classes de distincions: grans creus i pensionades. La concessió de les mateixes obeïa a una decisió discrecional del monarca.
El 1783 es va crear un nou grau, el de cavallers supernumeraris, situat en importància entre els dos anteriorment existents. També es va aprofitar per precisar més les obligacions i requisits dels titulars: havien de tenir puresa i noblesa de sang fins als seus besavis.
Qui entrava a formar part de l'Orde havia de jurar fidelitat al rei, a la seva família, a la protecció dels béns de la Casa Reial, reconèixer el rei com a gran mestre, viure i morir en la fe catòlica, havien d'acceptar el misteri de la Immaculada Concepció i assistir almenys un cop a l'any a una missa completa i combregar.
El papa Climent XIV va reconèixer l'Orde el 1772 i li va atorgar beneficis religiosos, tant a la mateixa com als seus integrants. Va reconèixer al gran mestre tota capacitat per disposar en matèria religiosa sobre els membres, incloent l'absolució i la benedicció apostòlica. Els beneficis es van ampliar més endavant amb Pius VI.
Les insígnies de l'Orde han variat al llarg del temps, però sempre han mantingut trets originals com la banda de seda blava amb vores blanques, la creu de vuit puntes amb la Immaculada Concepció, la llegenda «Virtuti et Merito» i la xifra del rei fundador.

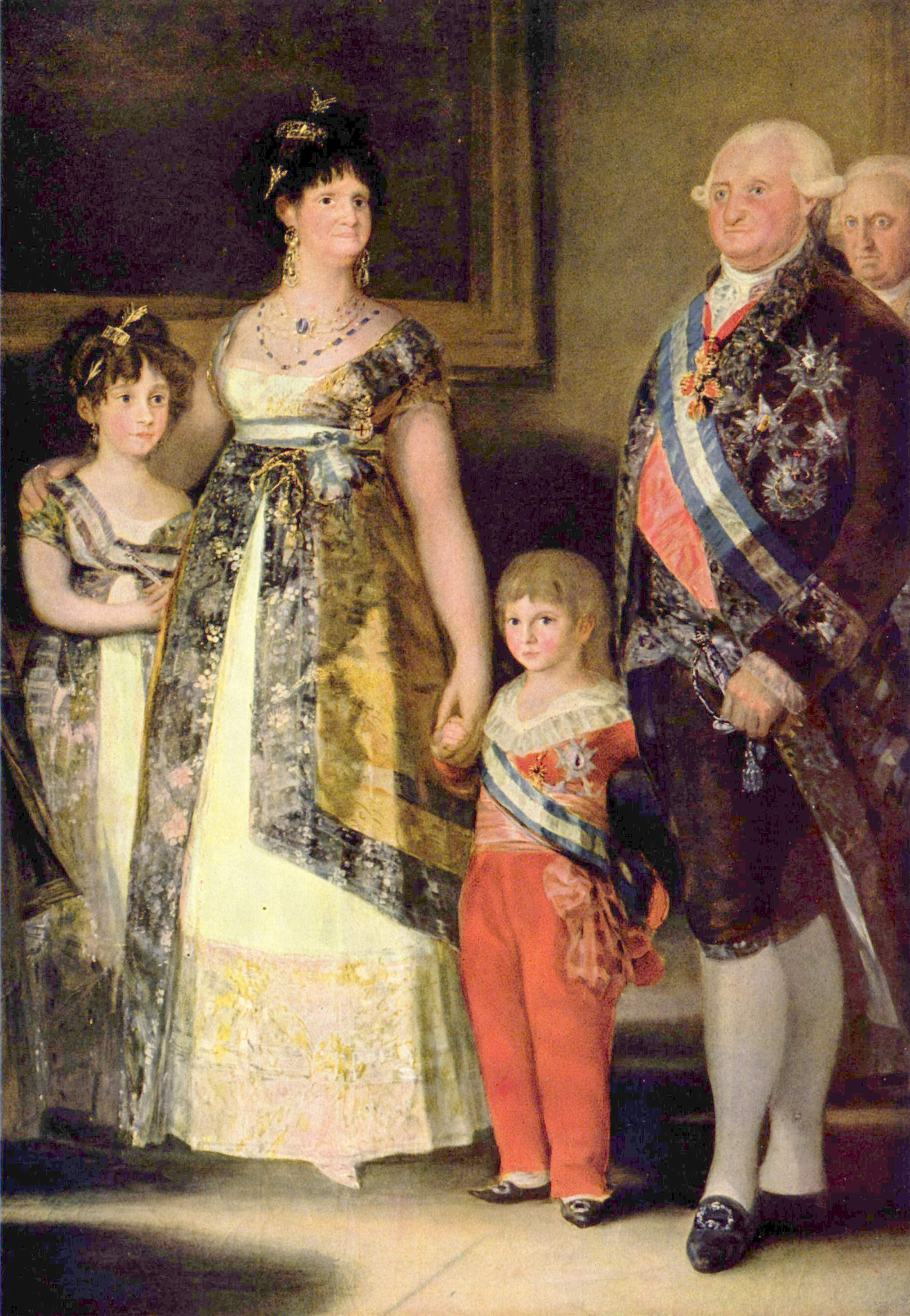
Detall de La família de Carles IV de Francisco Goya on els membres de la Família Reial llueixen algunes insígnies de l'Orde.

Les reunions dels integrants de l'Orde es realitzaven a l'Església de Sant Gil a Madrid dos cops a l'any, un coincidint en la festivitat de la Immaculada Concepció i l'altre el dia de Tots Sants.
Quan Carles IV va ser-ne el gran mestre es van fer algunes reformes en els hàbits i es van distribuir els colors en les distincions.
Durant el regnat de Josep I dues institucions es van atribuir la facultat de govern de l'Orde: per una banda el mateix monarca Bonaparte i per altra la Junta Central Suprema en nom de Ferran VII. Amb la restauració de la dinastia borbònica al capdavant de la Corona d'Espanya, les distincions atorgades pel rei napoleònic van ser abolides.
Els colors de la banda van ser adoptats per alguns membres de la primera Junta argentina per remarcar la seva adhesió al rei Ferran VII i posteriorment van passar a ser els colors que representaven el moviment independentista.
La reforma més profunda va tenir lloc durant el regnat d'Isabel II. El model liberal d'Espanya va requerir adaptar totes les ordes civils i militars. És a partir de llavors que l'orde va tenir un caràcter exclusivament civil configurada en quatre graus. A partir de llavors van ser els mèrits i no només l'afecte a la Corona i a la reina, els que determinessin l'accés.
Durant la Primera República espanyola es va abolir l'Orde i amb la restauració borbònica que va proclamar rei a Alfons XII va ser restablerta. L'arribada de la Segona República va suprimir de nou l'Orde. Acabada la Guerra Civil, la Dictadura franquista la va restablir el 1942 contra el desig exprés dels hereus de la Corona espanyola. Durant el regnat de Joan Carles I, l'Orde es va actualitzar i va permetre la incorporació de les dones des de 1983 i es va fixar l'actual regulació a través d'un reglament.

## El Govern de l'Orde
Els òrgans de govern del Reial i Distingit Orde Espanyol de Carles III són els següents:

### Gran mestre de l'Orde
El rei d'Espanya és el gran mestre de l'Orde, tots els grau de la mateixa són conferits en el seu nom i els títols corresponents han d'estar autoritzats amb la seva signatura.

### Gran canceller de l'Orde
El gran canceller és el president del Govern d'Espanya. Al moment de prendre possessió de la presidència del Govern és investit amb el grau de cavaller o dama gran creu de l'Orde. Li correspon la funció d'elevar al Consell de Ministres l'aprovació dels projectes de reials decrets de concessió dels graus de collar i gran creu. Tots els títols dels diferents graus han de dur la seva firma.

### Cancelleria de l'Orde
La Cancelleria recau a la Secretaria General de la Presidència del Govern d'Espanya. Li correspon tramitar totes les propostes de concessió d'insígnies i instruirà els oportuns expedients. Està facultada per sol·licitar informes que estimi convenients de tota classe de tribunals, autoritats, centres oficials i entitats que serveixen per determinar o no l'atorgament.
També informa sobre el grau que correspongui avaluant la importància dels mèrits obtinguts, la categoria professional i antiguitat de la persona proposada, l'edat i les insígnies, que en el seu cas, ja posseeixi. Eleva les propostes de resolució al gran canceller i procedeix a l'expedició de títols de les insígnies concedides.
El secretari general de la Presidència del Govern és el ministre secretari de l'Orde. El director del Departament de Protocol de la Secretaria General de la Presidència del Govern és el ministre mestre de cerimònies-comptador de l'Orde.

### Consell de l'Orde
El Consell del Reial i Distingit Orde Espanyol de Carles III està integrat pel gran canceller, el cap de la Casa de Sa Majestat el Rei d'Espanya i set membres de l'Orde que són designats vocals pel primer en representació dels cinc graus d'aquesta, dos entre els condecorats amb el collar, dos entre les grans creus i un per cada un dels graus restants. El Consell s'encarrega de proposar al gran canceller les mesures que consideri convenient per atendre al major esplendor de l'Orde i evacuar els informes o consultes que requereixi la Cancelleria.

## Graus i distincions

Collar de l'Orde de Carles III.

Placa que llueixen els qui formen part del grau de collar de l'Orde.

Els graus de l'Orde són cinc: collar, gran creu, comanadoria de número, comanadoria i creu. El Reglament de l'Orde estableix els requisits per a formar part de cada grau. Tot i així, el gran mestre, a proposta del gran canceller, pot eximir el compliment d'algunes condicions quan existeixin situacions excepcionals que així ho aconsellin.

### El collar
El collar està reservat als membres de la Família Reial espanyola, als caps d'Estat i de Govern i a aquells espanyols que posseeixin almenys durant tres anys la gran creu. El nombre de ciutadans espanyols que, exceptuant els membres de la Família Reial, poden rebre el collar està restringit a vint-i-cinc. Els cavallers i dames del collar rebran el tractament d'excel·lentíssim senyor i excel·lentíssima senyora.
Descripció de la insígnia:
| « | El collar està format per la successió de peces o anelles següents: la xifra d'or del monarca que dona nom a l'Orde, orlada de palma i llorer d'or, esmaltats en verd i vermell; seguida a ambdós costats, per dos lleons rampants d'or mirant a la xifra, seguits cada un per un castell, també d'or, al que succeeix un trofeu de guerra, format per un casc de cavaller d'or i dues banderes en aspa, la que resta en banda d'or, esmaltada en vermell i acompanyada de un bastó d'or, i la que la barra esmaltada en blau, acompanyada per un feix de lictors d'or, tot orlat amb fulles de llorer esmaltades en verd. A aquesta seqüència en seguirà una altra de castell, lleó, xifra, lleó, castell, trofeu, fins a completar el total de les peces que formen el collar, que serà de quaranta-una. De la xifra que figurarà com a central penjarà la venera de l'Orde mitjançant dues cadenetes d'or. La venera que penja del collar és una creu d'or formada per quatre braços iguals, simètrics de dos a dos, rematats per vuit esferes d'or, el centre de les quals serà d'esmalt blau indi, contornat per una franja d'esmalt blanc. Entre braços figurarà una flor de llis d'or polit. A l'anvers, a l'exerg, sobreposat un oval d'or, orlat d'esmalt blau, en el centre del qual hi haurà la imatge de la Puríssima Concepció en els seus esmalts. Al revers, hi haurà a l'exerg un oval, en el centre del qual esmaltat en blau amb la xifra de Carles III d'or, orlada amb la llegenda «VIRTUTI ET MERITO» d'or, sobre esmalt blanc. Aquesta creu estarà coronada per dues rames de llorer d'or nuades per un llaç d'esmalt blau. Les seves dimensions màximes són de 50 mil·límetres d'ample per 75 mil·límetres d'alt, inclosa la corona de llorer. | » |

Els qui estigui en possessió del collar pot usar en els actes el cerimonial del qual no requereixi ostentar el mateix la gran creu del collar, les característiques de la qual es descriuen a continuació:
| « | Serà una banda de seda, de 101 mil·límetres d'ample, de color blau cel, amb dues franges blanques, de sis mil·límetres d'ample que corren paral·leles a quatre mil·límetres de la vora de la cinta. La banda s'uneix pels seus extrems mitjançant un rosetó picat, confeccionat amb la mateixa tela que la banda, del qual penjarà la venera de la Reial Orde, les dimensions màximes de la qual seran de 50 per 75 mil·límetres. Juntament amb la banda s'ostentarà una placa de placa abrillantada, de dimensions màximes de 75 per 80 mil·límetres, formada per quatre braços iguals amb vuit puntes rematades per sengles semiesferes llises, simètrics dos a dos. Entre braços hi figura una flor de lis abrillantada, d'or. A l'exerg, un oval al centre del qual hi haurà la imatge de la Puríssima Concepció en els seus esmalts i, als seus peus, la xifra de Carles III, orlada de llorer amb el lema «VIRTUTI ET MERITO», sobre un cartell esmaltat en blanc, orlada d'una franja d'esmalt blau orlada de plata abrillantada. | » |

### La gran creu

Els cavallers en el grau de la gran creu duen aquesta placa.

Els comanadors de número, els correspon aquesta placa, que no es llueix juntament amb banda de seda.

Ingressaran a l'Orde amb la categoria de gran creu els qui al culminar rellevants serveis a l'Estat espanyol i, en el seu cas amb els mèrits assenyalats en Reglament de l'Orde, haguessin estat presidents del Congrés dels Diputats, del Senat, del Tribunal Constitucional i del Consell General del Poder Judicial i del Tribunal Suprem, ministres del Govern i altres altes autoritats de l'Estat. També hi poden ingressar els qui ja tinguin concedida una altra gran greu civil o militar amb més de tres anys d'antiguitat. El nombre de grans creus que es poden concedir queda limitat a cent, exclosos en aquest cas els ministres condecorats amb aquest grau. Els cavallers i dames de la gran creu rebran el tractament d'excel·lentíssim senyor i excel·lentíssima senyora.
Descripció de la insígnia:
| « | Serà una banda de seda, de 101 mil·límetres d'ample, de color blau cel, amb una franja central de color blanc de 33 mil·límetres d'ample. La banda s'uneix pels seus extrems mitjançant un rosetó picat, confeccionat amb la mateixa tela que la banda, del qual penjarà la venera de la Reial Orde, les dimensions màximes de la qual seran de 50 per 75 mil·límetres. Juntament amb la banda s'ostentarà una placa de placa abrillantada, de dimensions màximes de 75 per 80 mil·límetres, formada per quatre braços iguals amb vuit puntes rematades per sengles semiesferes llises, simètrics dos a dos. Entre braços hi figura una flor de lis abrillantada. A l'exerg, un oval al centre del qual hi haurà la imatge de la Puríssima Concepció en els seus esmalts i, als seus peus, la xifra de Carles III, orlada de llorer amb el lema «VIRTUTI ET MERITO», sobre un cartell esmaltat en blanc, orlada d'una franja d'esmalt blau. Tancant l'oval, una franja d'esmalt blau orlat de plata abrillantada. | » |

### La comanadoria de número
Es pot concedir als ciutadans que tinguin la comanadoria amb més de tres anys d'antiguitat o que compleixin els requisits per rebre la gran creu de l'Orde. Només es poden concedir dues-centes condecoracions, com a màxim, en aquest grau. Els membres d'aquest grau reben el tractament d'il·lustríssim senyor o senyora.
Descripció de la insígnia:
| « | Els comanadors de número duen com insígnia una placa de plata abrillantada, de dimensions màximes de 75 per 80 mil·límetres, formada per quatre braços iguals amb vuit puntes rematades per sengles semiesferes llises, simètrics dos a dos, al centre de les quals serà d'esmalt blau. Entre braços figurarà una flor de lis de plata abrillantada. A l'exerg, un oval en el centre del qual hi haurà la xifra de Carles III d'or, sobre esmalt blau, orlada per una corona de llaurar, en els seus esmalts, tot ell calat i sobre un fons de plata polida. | » |

### La comanadoria

Insígnia dels comanadors de l'Orde de Carles III, que es du penjant del coll.

Pot ser concedida a aquells que ja haguessin estat distingits amb el grau de creu sempre que hagin transcorregut més de tres anys des de la concessió d'aquesta. Els membres d'aquest grau tenen el tractament d'il·lustríssim senyor o senyora.
Descripció de la insígnia:
| « | Els comanadors duen, penjant del coll amb una cinta blau cel de 45 mil·límetres d'ample, amb una franja central de color blanc de 15 mil·límetres d'ample, una creu d'or, de 52 mil·límetres de diàmetre, formada per quatre braços iguals, simètrics dos a dos, rematats per vuit esferes d'or, el centre de les quals serà d'esmalt blau indi, contornat per una franja d'esmalt blanc. Entre braços figurarà la flor de lis d'or polit. A l'anvers, a l'exerg, sobreposat un oval d'or, orlat d'esmalt blau, al centre del qual hi haurà la imatge de la Puríssima Concepció en els seus esmalts. Al revers, hi haurà a l'exerg, un oval en el centre del qual, esmaltat en blau, amb la xifra de Carles III d'or, orlada amb la llegenda «VIRTUTI ET MERITO» d'or, sobre esmalt blanc. La creu anirà coronada per dues rames de llorer, nuades per un llaç d'esmalt blau, a la part superior del qual es trobarà el trau per poder-hi passar la cinta. | » |

### La creu

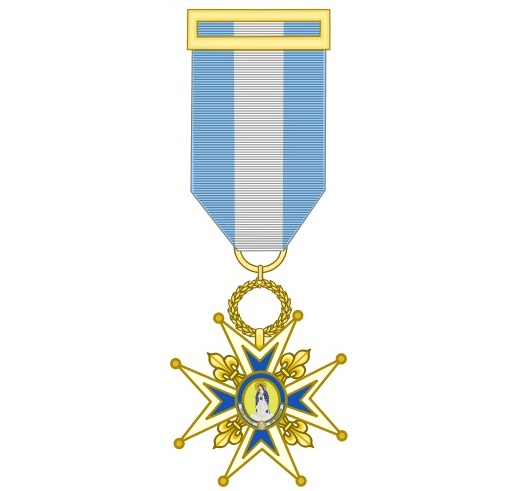
Condecoració que reben els membres de l'Orde de Carles III en el grau de creu.

Amb caràcter general i sens perjudici del que estipuli el Reglament pels diferents graus, l'ingrés a la Reial i Distingida Orde Espanyola de Carles III s'efectua en el grau de creu, sempre que els mèrits del guardonat siguin mereixedors de tan alta distinció i no els correspongui ser recompensats amb altres Ordes espanyoles. Els membres d'aquest grau reben el tractament d'il·lustríssim senyor o senyora.
Descripció de la insígnia:
| « | Es tracta d'una creu d'or formada per quatre braços iguals, simètrics dos a dos, rematats per vuit esferes d'or, el centre de les quals serà d'esmalt blau indi, contornat per una franja d'esmalt blanc. Entre braços figurarà la flor de lis d'or polit. A l'anvers, a l'exerg, sobreposat un oval d'or, orlat d'esmalt blau, al centre del qual hi haurà la imatge de la Puríssima Concepció en els seus esmalts. Al revers, hi haurà a l'exerg, un oval en el centre del qual, esmaltat en blau, amb la xifra de Carles III d'or, orlada amb la llegenda «VIRTUTI ET MERITO» d'or, sobre esmalt blanc. La creu anirà coronada per dues rames de llorer, nuades per un llaç d'esmalt blau. Les seves dimensions màximes són de 50 mil·límetres d'ample per 75 mil·límetres d'alt, inclosa la corona de llorer. La insígnia es du mitjançant un passador-sivella de metall daurat, penjant d'una cinta de 30 mil·límetres d'ample, de color blau cel, amb una granja al centre de color blanc, de 10 mil·límetres d'amplada. | » |

## Procediment de concessió

### Propostes de concessió
Per procedir a la concessió de qualsevol dels graus de l'Orde de Carles III es procedeix inicialment a fer una proposta de concessió amb l'elaboració d'un expedient que es pot iniciar d'ofici pel president del Govern o bé a instància, cursada a la Presidència del Govern, dels presidents del Congrés dels Diputats, del Senat, del Tribunal Constitucional, del Consell General del Poder Judicial i del Tribunal Suprem i del cap de la Casa de Sa Majestat el Rei.
A l'expedient hi ha de constar:
- Nom i cognoms de la persona proposada
- Nacionalitat
- Lloc i data de naixement
- Residència habitual i domicili
- Professió o lloc de treball que ocupa
- Altres càrrecs exercits
- Condecoracions que posseeixi, en el seu cas.
- Exposició detallada dels mèrits que fonamentitn la petició.

Qualsevol altra iniciativa ha de ser canalitzada a través de les autoritats previstes al Reglament segons l'àrea d'activitat on s'hagin adquirit els mèrits, l'àmbit territorial o la vinculació professional de la persona proposada.

### Concessions a ciutadans estrangers
Es poden concedir les insígnies a ciutadans estrangers, sempre que hagin prestat extraordinaris i meritoris serveis a Espanya, o bé per cortesia i reciprocitat a alts dignataris d'altres nacions. En aquest cas cal, exceptuant els casos de reciprocitat, un informe del representant d'Espanya a l'Estat la nacionalitat del qual ostenti la persona a condecorar. La imposició o entrega de la insígnia no té lloc fins que el Govern d'aquell estat atorgui el corresponent beneplàcit. Si apareixen circumstàncies que no permeten el compliment d'aquest tràmit es notificarà prèviament a l'ambaixada acreditada a l'Estat espanyol. Per a la concessió d'insígnies en els seus diferents graus s'observaran les mateixes regles establertes per als ciutadans espanyols, exceptuant el nombre que serà il·limitat.

### Expedició de títols
La Cancelleria de l'Orde, una vegada atorgada la insígnia, expedirà el títol corresponent que estarà autoritzat amb la firma del rei d'Espanya, gran mestre de l'Orde, i amb la del gran canceller, el president del Govern. El ministre-secretari de l'Orde farà constar seguidament el compliment del mandat d'expedició i el mestre de cerimònies-comptador firmarà al dors del títol.

### Devolució de les insígnies
Quan mori algun dels condecorats amb el grau de collar, els seus hereus queden obligats a la devolució de les insígnies a la Cancelleria de l'Orde. Aquesta devolució serà realitzada a través de les representacions diplomàtiques o oficines consulars espanyoles a l'exterior, si els familiars residissin fora d'Espanya. La Cancelleria expedirà un document que acrediti la devolució.
La defunció dels condecorats amb la resta de graus no obliga als seus hereus a la devolució de les insígnies, tot i que l'òbit haurà de ser comunicat a la Cancelleria amb el mateix procediment senyalat a l'apartat anterior, per procedir a la seva constància.

### Separació de l'Orde
La persona condecorada amb qualsevol dels graus del Reial i Distingit Orde Espanyol de Carles III que sigui condemnat per un fet delictiu, en virtut de sentència ferma, podrà ser privada del títol de la mateixa i dels privilegis i honors inherents a la seva condició. La Cancelleria podrà iniciar la tramitació del corresponent procediment informatiu en el qual l'interessat hi tindrà tràmit d'audiència. Quan es tracti dels graus de collar i gran creu, l'acord correspondrà al Consell de Ministres, a proposta del president del Govern.